# Kiyama
Kiyama (jap. 基山町 Kiyama-chō) – miasto w Japonii, na wyspie Kiusiu, w prefekturze Saga. Według danych na rok 2020 miejscowość zamieszkiwało 17 250 mieszkańców , a gęstość zaludnienia wyniosła 725,5 os./km².